# أبا الأول
أبا الأول وعرف أيضاً باسم أبا الكبير هو أحد بطاركة كنيسة المشرق النسطورية من 540 إلى سنة 552. ولد لعائلة فارسية زرادشتية، اعتنق المسيحية اثناء تواجده في كرخ سلوخ وثم أصبح أحد معلمي مدرسة نصيبين. وتعلم السريانية واليونانية. تنقل ما بين روما ومصر والقسطنطينية. وقد حاول الإمبراطور جستينيان الأول مقابلته لكي يقنعه بالتخلي عن تعاليم ثيودور. عاد بعد ذلك إلى فارس وأصبح معلم الكاتب قيوري الرهاوي. استقر لاحقاً في قطسيفون، حيث أسس مدرسة هناك وقام بترجمة تعاليم نسطور و تيودور من اليونانية إلى السريانية. وقد ذكر أيضاً عن قيامه بأول ترجمة للعهد القديم إلى السريانية. في سنة 540 أختير كبطريرك لكنيسة المشرق، وقد حاول حينها إعادة توحيد كنيسته مع كنائس الغرب، كما أرسل حملات تبشيرية إلى هياطلة في وسط آسيا. أصبح يتم محاربته من قبل الكهنة المجوس وألذين اتهموه بازدراء الزرادشتية بسبب تحريمه لزواج الأقارب. لكنه بقي مستقوي نفوذه بدعم الملك كسرى الأول وألذي اتخذه كوسيط لحل النزاع مع الإمبراطورية البيزنطية أثناء حرب لازيك. توفي في سنة 552 وأصبح يوسف البطريرك مكانه. يعتبر قديس عند كنيسة المشرق الآشورية وكنيسة المشرق القديمة والكنيسة الكلدانية الكاثوليكية.